# تشارلز بيغيلو (طابع حروف)
تشارلز بيغيلو (بالإنجليزية: Charles Bigelow)‏ هو مصمم جرافيك وأستاذ جامعي أمريكي، ولد في 29 يوليو 1945 في ديترويت في الولايات المتحدة.